# Баймурза
Баймурза (лат. Baymirza, рос. Баймурза) — річка в Україні, на Кримському півострові. Ліва притока Су-Індолу (басейн Чорного моря).

## Опис
Довжина річки приблизно 7,16 км, найкоротша відстань між витоком і гирлом — 5,48 км, коефіцієнт звивистості річки — 1,31. Річка формується декількома безіменними струмками.

## Розташування
Бере початок на північно-східних схилах гори Кок-Таш Головного пасма Кримських гір. Тече переважно на північний схід через село Синьокам'янка, понад горою Килич-Хир і в Оленівці впадає в річку Су-Індол.

## Цікавий факт
- Біля села Оленівка на лівому березі річки на відстані приблизно 48 м проходить автошлях Р23 (автомобільний шлях регіонального значення на території України Сімферополь — Феодосія).